# Parafia Wszystkich Świętych w Wielowsi
Parafia Wszystkich Świętych w Wielowsi – parafia rzymskokatolicka znajdująca się w diecezji kaliskiej, w dekanacie Koźmin.